# Camilla Gustafsson
Camilla Marie Gustafsson, under en period Svensson, född 20 januari 1969 i Göteborg, är en svensk före detta fotbollsspelare. Hon spelade totalt 23 A-landskamper (0 mål) för Sverige åren 1991–1997 och deltog i VM i Kina 1991 och OS i Atlanta 1996.
Gustafsson representerade på klubbnivå Gais och tilldelades Hedersmakrillen 1991. Hon är den spelare på damsidan som gjort allra flest matcher för Gais i högsta serien (140). När Gais gick ihop med Jitex BK 1993 fortsatte hon i Jitex. Hon var sedan borta från elitfotbollen på grund av barnafödande, men gjorde comeback i Jitex i allsvenskan 1995 och togs i augusti 1995 åter ut i landslaget. Hon avslutade karriären med en säsong i Öxabäck/Mark IF 1997.